# Golf d'Arras
Le golf d'Arras est un parcours de golf situé sur la commune d'Anzin-Saint-Aubin près d'Arras dans le Pas-de-Calais.

## Histoire
Le 24 juin 1990, l'Association Sportive Arras Golf inaugure le golf d'Arras. En 1994, le golf devient la propriété de Gervais Martel jusqu'en 2012.
En 2015, Didier Lignier devient le nouveau propriétaire du golf, mais il fait face à des difficultés financières. Le 6 février 2015, le tribunal de commerce d'Arras annonce la liquidation judiciaire du golf. Malgré deux offres de reprise, le propriétaire conteste la décision de liquidation, entraînant l'arrêt des offres de reprise par leurs dirigeants. En conséquence, le tribunal de commerce d'Arras ordonne la fermeture du complexe le 20 mars 2015.
En avril 2015, Philippe Delecroix et Éric Norel deviennent les nouveaux propriétaires du domaine après l'acquisition auprès du Crédit Mutuel via la société Golf Invest Arras.
En décembre 2023, Philippe Delecroix dépose le bilan pour le golf d'Arras. En début d'année 2024, le golf fait à nouveau l'objet d'une liquidation judiciaire et a été repris par Isabelle et Sylvain également propriétaires du complexe hôtelier Le Fairway Hôtel & Spa situé sur le site. Cette reprise permet à Sylvain Gambier d'unifier dans un même projet économique et touristique la globalité du site. Depuis sa réouverture, le 3 juin 2024, de nombreux travaux de remise en état des installations (parcours, practice, parkings) ont été entrepris.

## Parcours
Dessiné par l’architecte Jean-Claude Cornillot, le golf d'Arras dispose de 27 trous répartis sur deux parcours : 
- La Vallée (18 trous).
- Les Aubépines (9 trous).

Le parcours La Vallée possède une longueur de 6 117 mètres (par 72) et Les Aubépines, une longueur de 1 710 mètres (par 31).
Une zone d'entraînement existe en plus de ces deux parcours.

## Compétitions

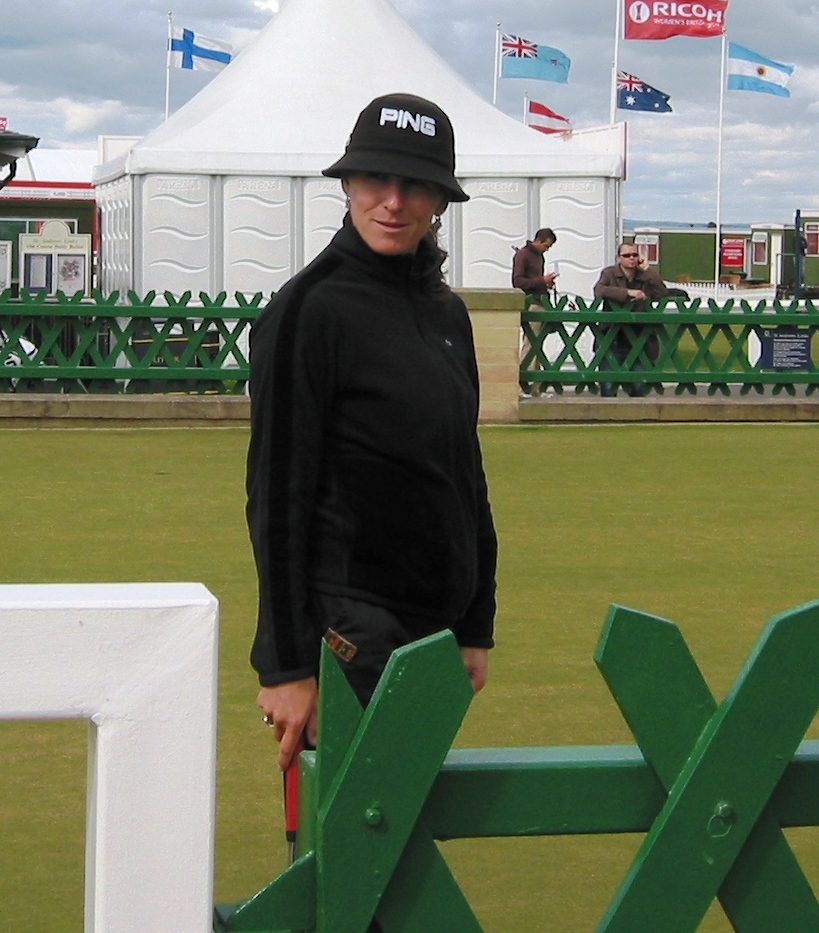
La joueuse française Patricia Meunier-Lebouc vainqueur de l'Open de France Dames sur le golf d'Arras en 2000

Le golf d'Arras a été le golf d'accueil de l'Open de France Dames de golf, tournoi du Ladies European Tour à 11 reprises, en 1996 et de 2000 à 2009. En 2010, le tournoi change de nom et de lieu, devenant l'Open de France Féminin et se déroulant au Paris International Golf Club.
La compétition s'est déroulée sur le parcours de la Vallée. Le record du parcours a été établi en 1996 par Trish Johnson et est de 62, soit 10 sous le par.
Le défi numéro 2 a eu lieu en septembre 2020, et a regroupé un nombre important de pratiquants titrés.